# Externat de médecine en France
L'externat — au sens strict du terme — constitue un ancien mode de formation des étudiants de médecine au sein des hôpitaux, notamment au cours du XIXe siècle. L'admission s'y faisait par concours et était préalable à la présentation du concours de l'internat. Il existait de fait une formation à deux vitesses : l'une dispensée exclusivement par l'université, l'autre dispensée exclusivement par l'hospice ou l'hospital (termes anciens conservés).
Aujourd'hui, l'externat désigne par abus de langage le deuxième cycle des études médicales, c'est-à-dire les années du Diplôme de Formation Approfondie en Sciences Médicales (DFASM 1, 2 et 3).
Il a la particularité d'associer un enseignement théorique au sein de la faculté de médecine et un enseignement pratique, au contact des malades, au sein des CHU et dans les cabinets de médecins généralistes. Il se distingue ainsi de l'ancien mode de formation.
Le code de santé publique désigne l'externe par le titre d'étudiant hospitalier en médecine, définit très approximativement ses compétences et précise les responsabilités de l'hôpital et de la faculté envers lui. 
Les étudiants hospitaliers ont un double statut d'agent public et d'étudiant universitaire ; à ce titre, ils participent à l'activité des services et notamment à la permanence des soins (gardes). Ils sont formés par les personnels hospitaliers, et notamment hospitalo-universitaires, au sein des CHU et par des personnels universitaires et essentiellement hospitalo-universitaire à l'université.
Ils sont soumis aux mêmes obligations professionnelles et déontologiques que les agents publics en poste à l'hôpital.
Ils perçoivent une rémunération dont le montant annuel est fixé par arrêté des ministres chargés du budget, de l'enseignement supérieur et de la santé et revalorisé suivant l'évolution des traitements de la fonction publique par arrêté du ministre chargé de la santé. Les gardes effectuées à l’hôpital donnent également lieu à une indemnité de 52,63 euros bruts.  
Depuis 2022, les montants des émoluments des étudiants hospitaliers en médecine sont les suivants : 
| Année d'étude | Montants bruts annuels | Montants bruts mensuels |
| ------------- | ---------------------- | ----------------------- |
| DFASM1        | 3 229,20 euros         | 269,10 euros            |
| DFASM2        | 3 974,40 euros         | 331,20 euros            |
| DFASM3        | 4 843,80 euros         | 403,65 euros            |

Les horaires sont variables en fonction des stages. Le temps de présence théorique est fixée à 5 demi journées par semaine, sans compter les gardes. Ainsi par exemple, un étudiant en sixième année de médecine (DFASM3) qui effectue 4 semaines de stage à temps plein un mois sur deux, soit approximativement 224 heures par mois de stage, perçoit un salaire horaire net de 2,94 euros par heure travaillée. Le SMIC horaire net étant de 9,12 euros de l'heure à titre de comparaison, soit plus du triple. 
Le deuxième cycle des études médicales est sanctionné par le concours de l'internat qui se compose principalement des épreuves dématérialisées nationales (EDN), constituant des épreuves écrites et des examens cliniques objectifs structurés (ECOS), constituant un examen pratique, pour devenir interne des hôpitaux.